# Брокдорф-Ранцау, Ульрих фон

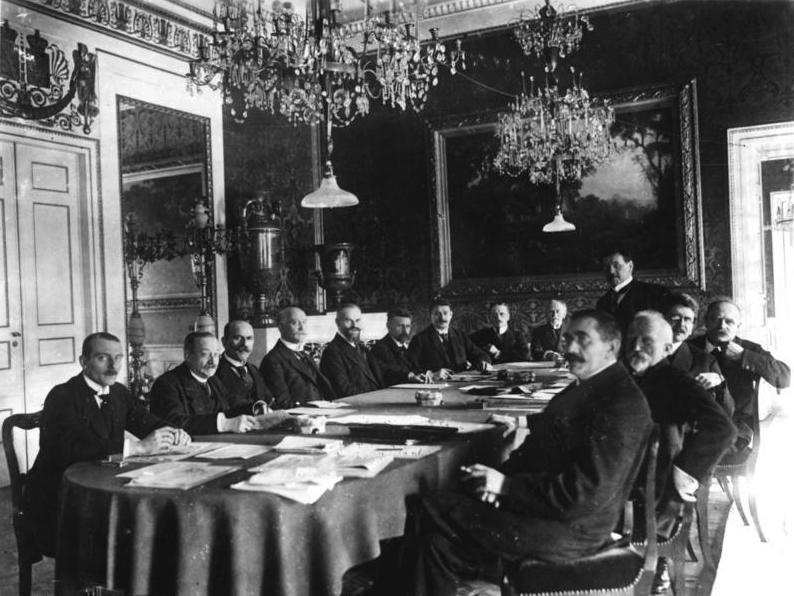
Первое заседание кабинета Шейдемана 13 февраля 1919 года в Веймаре. Слева направо: Ульрих Раушер, Роберт Шмидт, Ойген Шиффер, Филипп Шейдеман, Отто Ландсберг, Рудольф Виссель, Густав Бауэр, Ульрих фон Брокдорф-Ранцау, Эдуард Давид, Гуго Прейсс (стоит), Йоханнес Гисбертс, Йоханнес Белль, Георг Готгейн, Густав Носке

Граф Ульрих фон Брокдорф-Ранцау (нем. Ulrich von Brockdorff-Rantzau; 29 мая 1869, Шлезвиг — 8 сентября 1928, Берлин) — немецкий дипломат, первый министр иностранных дел Германии после отречения кайзера от престола в 1918 году, первый министр иностранных дел Веймарской республики в 1919 году. Посол Германии в СССР в 1922—1928 годах.

## Биография
Выходец из старинной дворянской семьи, Ульрих фон Брокдорф-Ранцау изучал юриспруденцию в Нёвшателе и Фрайбурге. В 1891—1893 годах служил в прусской армии. В 1894 году начал дипломатическую карьеру в Брюсселе. Затем служил в Вене и Будапеште. С 1912 года и всю Первую мировую войну служил в Дании в ранге посланника.
В феврале 1918 года после некоторых раздумий граф Брокдорф-Ранцау принял предложение занять пост государственного секретаря (а с февраля 1919 года рейхсминистра иностранных дел Веймарской республики в кабинете Шейдемана). 20 июня 1919 года вместе с другими членами кабинета ушёл в отставку, отказавшись подписать расценённый как «предательство Германии» Версальский договор.
В ноябре 1922 года вступил в должность посла Германии в Советской России. В своей деятельности стремился наладить хорошие отношения между двум странами и при этом избежать их тесного сближения. Решительно противился военному сотрудничеству с СССР, что послужило причиной его конфликта с армейской верхушкой Германии. 
Граф Брокдорф-Ранцау внёс значительный вклад в подписание в 1926 году договора о ненападении и нейтралитете между Веймарской республикой и Советским Союзом. Умер внезапно от инсульта во время поездки в Берлин.

## Киновоплощения
В киносериале «Демон революции» (2017) роль Ульрих фон Брокдорф-Ранцау исполнил Томас Унгер.